# Vallée d'Yerri
La Vallée d'Yerri (anciennement Yerri, officiellement Valle de Yerri en castillan ou Deierri en basque,) est une municipalité de la communauté forale de Navarre, dans le Nord de l'Espagne.
Elle est située dans la zone linguistique mixte de la province, 38 km de la capitale Pampelune.
Le secrétaire de mairie est celui de Abárzuza, Guesálaz et Lezáun[réf. nécessaire].

## Étymologie
Apparemment le nom de Yerri est une mauvaise traduction d'une toponymie originaire du basque, valle de Deierri, en divisant le mot en deux d'Yerri et en prenant la première partie comme une préposition : vallée d'Yerri.
Depuis 2007, le nom officiel est bilingue: Valle de Yerri/Deierri.

## Géographie
Le municipio de Yerri, aussi appelé Valle de Yerri, fait partie de la Comarque de Tierra Estella. Il est formé par les villes suivantes : Alloz, Arandigoyen, Arizala, Arizaleta, Azcona, Bearin, Eraul, Grocin, Ibiricu d'Yerri, Iruñela, Lácar, Lorca, Murillo de Yerri, Murugarren, Riezu, Úgar, Villanueva d'Yerri, Zábal et Zurucuáin.
Tous ces lieux sont dispersés dans une vallée qui s'étend du nord au sud depuis les contreforts montagneux de la montagne d'Andía, jusqu'à la rivière Ega.

## Démographie
| Évolution démographique                                        | Évolution démographique | Évolution démographique | Évolution démographique | Évolution démographique | Évolution démographique | Évolution démographique | Évolution démographique | Évolution démographique | Évolution démographique | Évolution démographique |
| 1996                                                           | 1998                    | 1999                    | 2000                    | 2001                    | 2002                    | 2003                    | 2004                    | 2005                    | 2006                    | 2007                    |
| -------------------------------------------------------------- | ----------------------- | ----------------------- | ----------------------- | ----------------------- | ----------------------- | ----------------------- | ----------------------- | ----------------------- | ----------------------- | ----------------------- |
| 1 528                                                          | 1 486                   | 1 229                   | 1 436                   | 1 403                   | 1 549                   | 1 562                   | 1 516                   | 1 557                   | 1 561                   | 1 560                   |
| Sources: Valle de Yerri et instituto de estadística de navarra |                         |                         |                         |                         |                         |                         |                         |                         |                         |                         |

## Patrimoine

### Patrimoine religieux
- Azcona: Église San Martín, Basilique Nuestra Señora de Mendigaña, Ermitage Santa Catalina
- Lácar: Église Santa Engracia, église Nuestra Señora de Eguiarte (partagée avec Alloz)
- Ugar: Église San Martín de Unx; Ermitage: Vierge de la "O"

## Personnalités
- Paco Pil, naquit ici. Génial musicien qui créa dans les années 90 les succès comme "bombas bombas" et "esta sí esta no" et dont une rue du village porte son nom.
- Maravillas Lamberto (1922-1936), enfant violée et assassinée par les franquistes durant la guerre d'Espagne[5].

### Sources
- (es) Cet article est partiellement ou en totalité issu de l’article de Wikipédia en espagnol intitulé « Valle de Yerri » (voir la liste des auteurs).